# トクスイコーポレーション
株式会社トクスイコーポレーション（英: TOKUSUI CORPORATION）は、福岡県福岡市中央区に本社を置く日本の企業である。

## 概要
国内外で水産事業、食品事業を主に行っており、インドネシア共和国、アメリカ合衆国にも拠点を置いている。

## 沿革
- 1924年（大正13年） - 創業者徳島岩吉が徳島県出漁団として、長崎県五島で底曳漁業（1組2隻）を開始
- 1934年（昭和9年） - 合資会社徳島漁業部を設立
- 1935年（昭和10年） - 漁業基地を福岡市に移転
- 1947年（昭和22年） - 徳島水産株式会社（資本金3千万円）を設立し、徳島岩吉が社長就任
- 1950年（昭和25年） - 東京営業所（現：東京支社）を開設
- 1974年（昭和49年） - インドネシアにエビトロール漁業の合弁会社　P.T.  DWI  BINA  UTAMA　を設立
- 1975年（昭和50年） - 貿易事業を開始、トクスイフーズ（株） 設立
- 1979年（昭和54年） - インドネシアにエビ加工の合弁会社　P.T.  MITRA  KARTIKA  SEJATI　を設立
- 1990年（平成2年） - アメリカ・シアトルに TOKUSUI  CORPORATION  OF  AMERICA　を設立

## グループ企業

### 日本国内
食品販売
- 株式会社活魚磯良樹

食品加工
- 株式会社東北トクスイ

外食
- 株式会社築地寿司岩

システム構築・運用
- 株式会社クローバーシステムズ

### 海外
- Tokusui Corporation Of America
- P.T. Dwi Bina Utama
- P.T. Toxindo Prima

### 関係会社
- オリエント産業株式会社
- オリエント電機株式会社